# Квинтьери, Дамиано
Дамиано Квинтьери (итал. Damiano Quintieri; 4 июля 1990, Терранова-да-Сибари, Козенца) — итальянский футболист, полузащитник.

## Биография
Начал заниматься футболом в клубе «Интер Логус Тарсия» недалеко от своего родного города на юге Италии. В 14 лет был приглашён в академию миланского «Интера», где провёл три года, затем выступал за молодёжный состав «Про Сесто».
Во взрослом футболе дебютировал в сезоне 2008/09, сыграв один матч за «Пизу» в Серии B. По окончании сезона «Пиза» обанкротилась и футболист перешёл в «Монтикьяри», с которым в сезоне 2009/10 стал победителем зонального и финального турниров Серии D. В сезоне 2010/11 играл в Серии D за «Валле Греканика».
В начале 2012 года перешёл в «Нымме Калью» (Таллин). Дебютный матч в чемпионате Эстонии сыграл 24 марта 2012 года против таллинского «Калева», заменив в перерыве Кристена Вийкмяэ. Спустя три дня в своём втором матче забил гол в ворота «Пайде». В последнем туре сезона, 3 ноября 2012 года отличился хет-триком в матче с «Таммекой». Всего в 2012 году забил 9 голов в 24 матчах и стал со своим клубом чемпионом Эстонии. В 2013 году завоевал серебряные медали чемпионата и стал финалистом Кубка Эстонии. В 2014 году стал получать меньше игрового времени и по окончании сезона покинул «Нымме Калью», на следующий год не выступал в профессиональных соревнованиях. В 2016 году вернулся в эстонский клуб и стал бронзовым призёром чемпионата, в конце сезона окончательно вернулся в Италию. Всего в высшей лиге Эстонии сыграл 92 матча и забил 17 голов. В еврокубках провёл 18 матчей и забил 3 гола, в том числе сделал дубль в 2013 году в матче с «Викторией» Пльзень (2:6).
В начале 2017 года перешёл в клуб Серии D «Аргентина Арма», но только в трёх матчах выходил на замены. В октябре 2020 присоединился к любительскому клубу «Спеццано Альбанезе».

## Достижения
- Чемпион Эстонии: 2012
- Серебряный призёр чемпионата Эстонии: 2013
- Бронзовый призёр чемпионата Эстонии: 2016
- Финалист Кубка Эстонии: 2012/13